# Tanymecica xanthoplaca
Tanymecica xanthoplaca är en fjärilsart som beskrevs av Turner 1916. Tanymecica xanthoplaca ingår i släktet Tanymecica och familjen Copromorphidae. Inga underarter finns listade i Catalogue of Life.